# Matou a Família e Foi ao Cinema
Matou a Família e Foi ao Cinema é um filme brasileiro de 1969, do gênero drama, dirigido e escrito por Júlio Bressane. Em novembro de 2015, o filme entrou na lista feita pela Associação Brasileira de Críticos de Cinema (Abraccine) dos 100 melhores filmes brasileiros de todos os tempos.

## Enredo
O filme tem vários episódios correlatos em que os personagens procuram a morte como o ápice para as suas paixões.

## Elenco
- Antero de Oliveira - Bebeto, o assassino
- Márcia Rodrigues - Márcia
- Renata Sorrah - Regina
- Vanda Lacerda - mãe de Regina
- Paulo Padilha - chefe de polícia
- Rodolfo Arena - Horácio
- Carlos Eduardo Dolabella - ele mesmo
- Guará Rodrigues - ele mesmo

## Produção
A fita foi realizada em 16 mm e depois ampliada para 35 mm. É considerada um marco do cinema underground nacional.